# Hüseyn Cavid

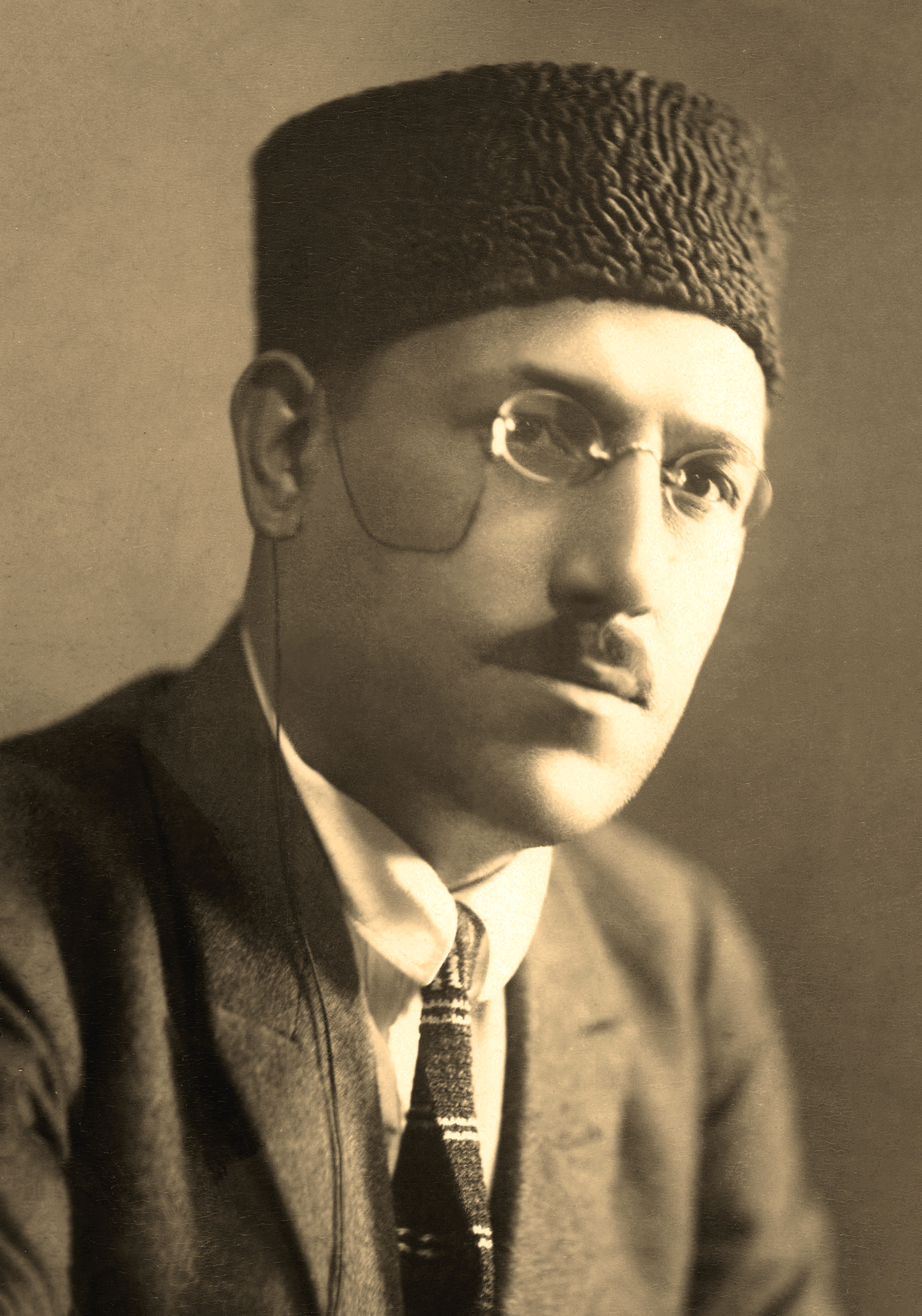
Hüseyn Cavid in den 1930er Jahren

Hüseyn Cavid (aserbaidschanisch Hüseyn Abdulla oğlu Rasizadə, russisch Гусе́йн Джави́д/Guseyn Dschawid; * 24. Oktober 1882 in Naxçıvan (Stadt), Russisches Kaiserreich; † 5. Dezember 1941 in Schewtschenko, Rajon Taischet, Oblast Irkutsk, UdSSR) war ein aserbaidschanischer Pädagoge, Schriftsteller und Dramaturg. Als Hauptvertreter der Strömung der Romantik in der aserbaidschanischen Literatur, gilt er als Begründer der nationalen Gedichts- und Verstragödie. Mit seinen Werken, die die Motive philosophischer Lyrik, Fragen des Humanismus und der Philanthropie behandeln, hat er eine neue Seite in der Literatur Aserbaidschans aufgeschlagen.

## Biografie
Hüseyn Cavid wurde am 24. Oktober 1882 in Nachitschewan geboren, wohin ursprünglich seine Familie aus dem Dorf Şahtaxtı zuzog. Nach seiner fünfjährigen Grundschulbildung an der Mullah-Schule in Nachitschewan erhielt er auf Anraten von Gurbanəli Şərifov seine Sekundarbildung an einer neuen methodischen Schule namens „Schulerziehung“ von Məhəmməd Tağı Sidqi. Dieser Umstand bleibt seinem Vater verborgen. In seinem späteren Lebensablauf reiste er von 1899 bis 1903 zu seinem Bruder nach Täbris, Ost-Aserbaidschan und setzte seine Ausbildung an der Madrasa namens „Talibiya“ fort. Hier erlernte er die Sprachen Arabisch und Persisch. Später brach er jedoch seine Ausbildung wegen einer schweren Augenerkrankung ab und widmete sich dem Handel. Anschließend verließ er Täbris und reiste nach Urmia, wo er bis zum Mai 1904 lebte. Ab 1904 zog er nach Georgien und begann dort als Buchhalter in einer Straßenbaufirma zu arbeiten.

## Studium und Dichtung
Im Jahre 1906, wurde Hüseyn Cavid auf Weisung und mit finanzieller Unterstützung seines Bruders Məhəmməd zum Studieren nach Istanbul geschickt und begann an der Universität Istanbul mit dem Literaturstudium. Im Jahr 1909 absolvierte er sein Studium in Istanbul, wo er prominente türkische Schriftsteller und Dichter kennenlernte, und kehrte im gleichen Jahr in seine Heimat zurück. Darauf begann er für eine lange Zeit die aserbaidschanische Sprache und Literaturgeschichte an unterschiedlichen aserbaidschanischen Schulen von Tiflis, Gəncə und Nachitschewan zu unterrichten.
Seine Dichtung ist reich an vielschichtigen Stilrichtungen. Er ist Autor von lyrischen, lyrisch-epischen, epischen Gedichten, vielen philosophischen und historischen Dramen sowie der ersten Verstragödie in der aserbaidschanischen Literatur und Dramaturgie. Erste Ansätze seiner literarischen Kunst fasste er in dem Gedichtband namens Keçmiş günlər (deutsch Vergangene Tage) zusammen, welches er im Jahr 1913 veröffentlichte.
Sein Schreibstil spiegelt die universellen, gesellschaftspolitischen und kulturellen Probleme unserer Zeit wider. In der Literaturwelt beeinflusste sein lebhafter Tonfall die Entwicklung der nationalen Theaterkultur von Aserbaidschan so intensiv, dass sie heute als sog. Cavid-Theater bezeichnet wird. Die ausgewählten Werke von Cavid wurden im Jahre 1958 in Baku veröffentlicht und die Sammlung seiner Theaterstücke im Jahre 1963.

## Verhaftung und Tod

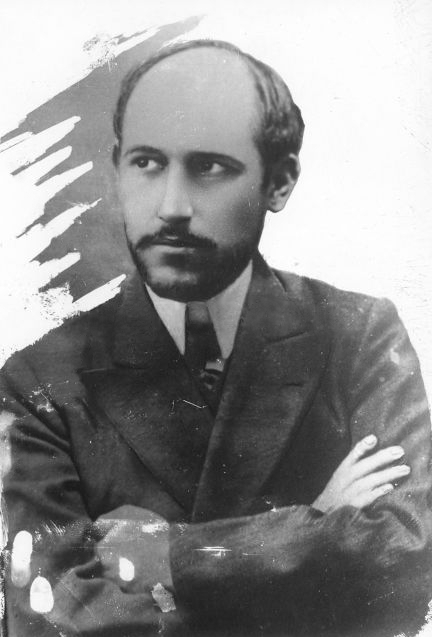
Cavid in seinen jungen Jahren

Hüseyn Cavid erlangte bereits im ersten Jahrzehnt seines Schaffens als größter Vertreter der progressiven Poesie Aserbaidschans des 20. Jahrhunderts allgemeine Anerkennung. Als ein bekannter und anerkannter Schriftsteller lehnte er jedoch entschieden ab über die „Errungenschaften“ der Sowjetunion zu schreiben und Stalin zu loben. Dies führte zu seiner Verhaftung und Verbannung nach Magadan, im Osten Sibiriens. Er starb am 5. Dezember 1941 im Dorf Schewtschenko, in dem Bezirk Taischet der Region Irkutsk.

### Der Prozess
Einige Historiker gehen davon aus, dass die Grundlage seiner Verhaftung die Unterstützung konterrevolutionärer Verbindungen in den Kreisen von Mussawatisten war.
Nach seiner Verhaftung und während seiner ersten gerichtlichen Verhandlung bekannte sich Hüseyn Cavid nicht schuldig, so dass die Troika keine Entscheidung gegen ihn treffen konnte, worauf man ihn weiterhin inhaftiert ließ. Im Frühjahr 1938 wurde er unter der neuen Führung des NKWD nach den Artikeln 72 und 73 des Strafgesetzbuches der Aserbaidschanischen SSR für schuldig befunden.
Im späteren Ablauf wurde seine Sache der „Sondersitzung beim NKWD der UdSSR“ in Moskau vorgelegt, die diese unberücksichtigt ließ und nach Baku zur Revision zurückschickte. Bei der erneuten Prüfung des Falles in Baku, wurde in seine Anklageschrift zusätzlich die Sanktionierung nach Art. 68 des StGB der Aserbaidschanischen SSR wegen der Spionage hinzugefügt. In der Anklageschrift hieß es: „Es wurde festgestellt, dass Hüseyn Cavid lange Zeit in der Türkei und in Deutschland gelebt hat. Er betrieb in diesen Zeiten laut NKWD Spionagearbeit für diese Länder.“

## Werk
Das schriftstellerische Werk Cavids besteht aus seinen romantischen Gedichten und Poesien. Der Widerspruch der philosophischen Ästhetik zwischen dem Ideal und Sein, lyrisch-philosophische Gedanken und die menschliche träumerische Suche nach Wahrheit, durchdringen seine Ansichten zum idealistisch bestimmten Menschenbild und beherrschen den Hauptinhalt seiner Dichtung. Mit seinem Stil brachte er eine Reihe von literarischen Richtungen, insbesondere Sonette, Lieder und Hymnen in die aserbaidschanische Poesie ein.

### Lyrik
Das lyrische Ich des Dichters in seinen Gedichten ist ein philosophischer Liebhaber, der mit ängstlichen Gedanken und reichen Träumen lebt:
Xəyal!.. Əvət, yaşadan yalnız əhli-halı odur,
Yaşarsa bir könül, az-çox xəyal içində yaşar.
Traum!...Gewiss ist er einzig des Daseins würdig,
Findet die Seele Erfüllung, ist sie des Traumes würdig.
Sein erstes Gedicht schrieb Hüseyn im Jahre 1906 für die Bakuer Zeitschrift Fiyuzät. Im Jahr 1913 erschien die erste Sammlung seiner Gedichte unter dem Namen Die vergangenen Tage, in Tiflis. Im Jahr 1917 folgte eine weitere Sammlung namens Frühlingstau, veröffentlicht in Baku. Bereits in den früheren Werken von Cavid werden die sozialen Motive der gesellschaftlichen Ordnung und ihre Widersprüche miteinander verbunden, wodurch die Stellung der Armen und Benachteiligten bemerkbar gemacht wird. Obwohl nach ihm der Gott in der reinen Schönheit und Liebe zu finden sei, dringt das Leben mit seinen tiefen Widersprüchen und Problemen in die Welt dieser Ästhetik ein und veranlasst das Ich über viele Dinge nachzudenken, insbesondere über diejenigen, die zum harten Lebensunterhalt und zur unmenschlichen Arbeit verdammt sind. Diese Motive werden von Metaphern, Analogien, Epitheton und Wiederholungen, Monologen sowie Dialogen umrandet und führen dabei die Gedanken des lyrischen Ichs zu kraftvollen und feinsinnigen Emotionen. Die seinerseits verwendeten Metaphern sind meistens eine Synthese aus dem Vergleich des menschlichen Lebens mit Naturphänomenen.
Die Gedichte des Dichters wie Ich würde wollen, Zögere nicht, Blume wurden in Form des italienischen Sonettes verfasst.

### Dramatik
Die beliebtesten und bekanntesten Werke sind seine Dramen. Cavid schrieb mehr als zehn Dramen, die in dem Fundus der klassischen Literatur Aserbaidschans einen nicht unwesentlichen Anteil einnehmen. Zudem ist er der Schöpfer und Begründer des romantischen Vers-Dramas in der aserbaidschanischen Literaturgeschichte. Der Inhalt seiner Dramen inspiriert sich an dem religiösen Attribut der sog. „schwarzen Hölle“, ebenso wie an dem Ausbruch des Ersten Weltkriegs, der mit seinem „monströsen Lärm“ dem Leser die Unerträglichkeit dieses Ereignisses aufzeigt. Der Schwerpunkt seiner dramatischen Schaffung besteht weiterhin aus den Umwälzungen des 20. Jahrhunderts und dessen Widersprüchen, die den Dramaturgen zur Notwendigkeit von abstrakt-politischen Schlussfolgerungen zwingen, wodurch der Leser mit den Problemen seiner Zeit konfrontiert wird. Nicht selten legt Cavid in seinen Dramen auch Lösungen für diese Probleme bereit, welcher Umstand ebenso einer der Gründe für seine spätere Verhaftung und Verbannung war.
In seinen Dramen wird neben der zeitgenössischen Wahrnehmung auch die historische Vergangenheit Aserbaidschans und anderer Länder der widersprüchlichen Natur des Jahrhunderts, die ursprünglich eine Epoche des Fortschritts und der Entwicklung versprach, sich aber leider allmählich in soziale und politische Krisen und Unglücksfälle mündete, in Kontrast gesetzt.
In seinen Werken wie Şeyda (Scheida) (1913), Şeyx Sənan (Scheikh Sanan) (1914), Iblis (Der Teufel) (1917–1918), Knyaz (Prinz) (1929), Səyavuş (Siyavusch) (1933), Xəyyam (Khayyam) (1935) und anderen, rebellieren die Hauptfiguren, die dem Leser als starke und protestierende Helden präsentiert werden, gegen die Ungerechtigkeit, Tyrannei und Willkür. Eben diese Stücke führten zu einer wichtigen Errungenschaft der Romantik, die den Charme und die ideologische sowie ästhetische Welt der aserbaidschanischen Literatur über Jahrzehnte ausmachte.

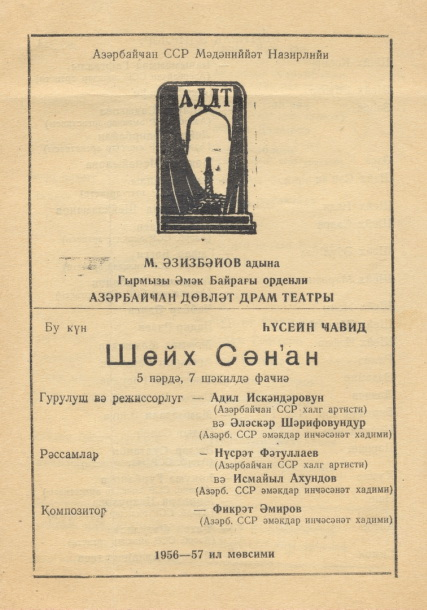
Scheikh Sanan – Poster der Bühnenvorstellung im Aserbaidschanischen staatlichen Schauspieltheater.

Die gewählte dramatische Form Cavids, ähnelt sehr der romantischen Welt, die uns aus den Büchern von Puschkin, Lermontow, Byron, Hugo und anderen Klassikern vertraut ist. Es gibt immer einen rastlosen, einsamen Helden mit starken Leidenschaften und Angst, der sich in tragischer Zwietracht mit der Gesellschaft und der ganzen Welt befindet. Nacheinander erscheinen in seinen Werken Bilder, inspiriert von den Legenden des alten Ostens und romantischen Traditionen, die der Dichter unter anderem aus dem Ergebnis der direkten Beobachtung seiner Realität während seiner Aufenthalte in der Türkei, im Iran, in Deutschland, Georgien und in seiner Heimat Aserbaidschan, ableitet.
Sein Drama İblis (Dämon) ist eines seiner bekanntesten Werke und wird als eine Assoziation mit den berühmten Bildern des Satans in der Weltliteratur verstanden, dessen Porträt wir in Paradise Lost von John Milton, mit dem Mephistopheles im Fauststoff von Goethe, mit dem Luzifer in Cain von Gordon Byron oder mit dem Dämon in Eine orientalische Erzählung von Lermontov finden. Die Motive der Enttäuschung, des Weltschmerzes und des kosmischen Unwohlseins, die mit diesen Werken der europäischen romantischen Poesie des 19. Jahrhunderts zum Ausdruck kamen, finden auch ihren Platz in İblis von Cavid. Die Tatsache, dass die Romantik in Aserbaidschan erst zum Ende des 19. Jahrhunderts aufkam, schmälerte nicht die Aufmerksamkeit des Dichters sich diesen Motiven zuzuwenden. Im Gegenteil, es waren gerade die verschärften historischen Katastrophen seiner Zeit (der Erste Weltkrieg, der Vorabend der Revolution usw.), die es ihm ermöglichten, in diesen Ereignissen tragische Inkarnationen des Satanismus zu sehen.

## Ehrungen
In Nachitschewan wurde im Jahre 1981 ein Hausmuseum gegründet. Dazu wurden die Überreste seines Körpers aus der Region Irkutsk nach Nachitschewan gebracht und in der Nähe seines Hausmuseums begraben. Sein Grabmal wurde in Form eines Mausoleums errichtet.

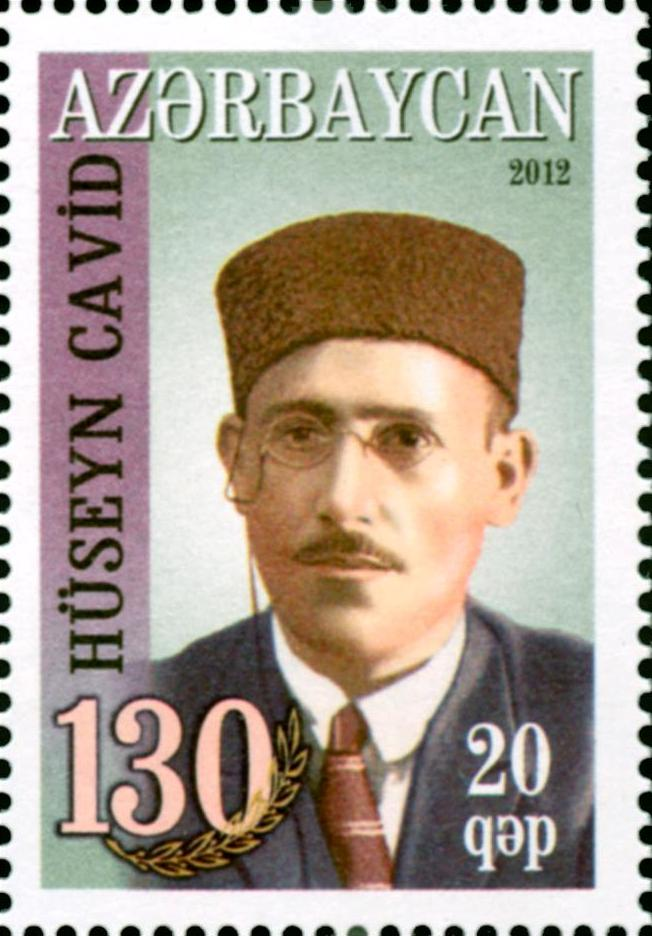
Briefmarke, gewidmet zum 130. Jahrestag von Huseyn Javid (2012)
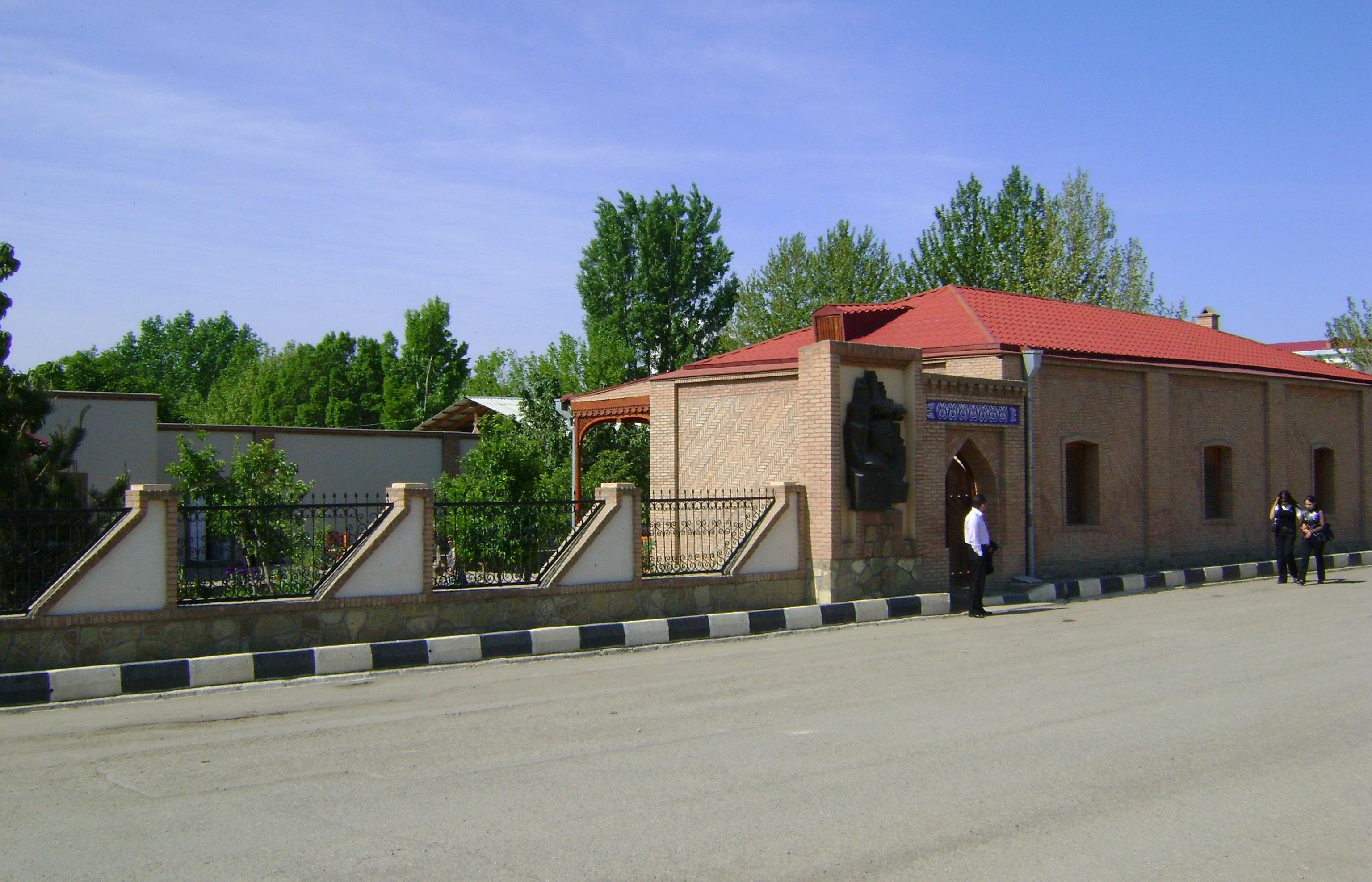
Das Hausmuserum von Hüseyn Cavid in Nachitschewan
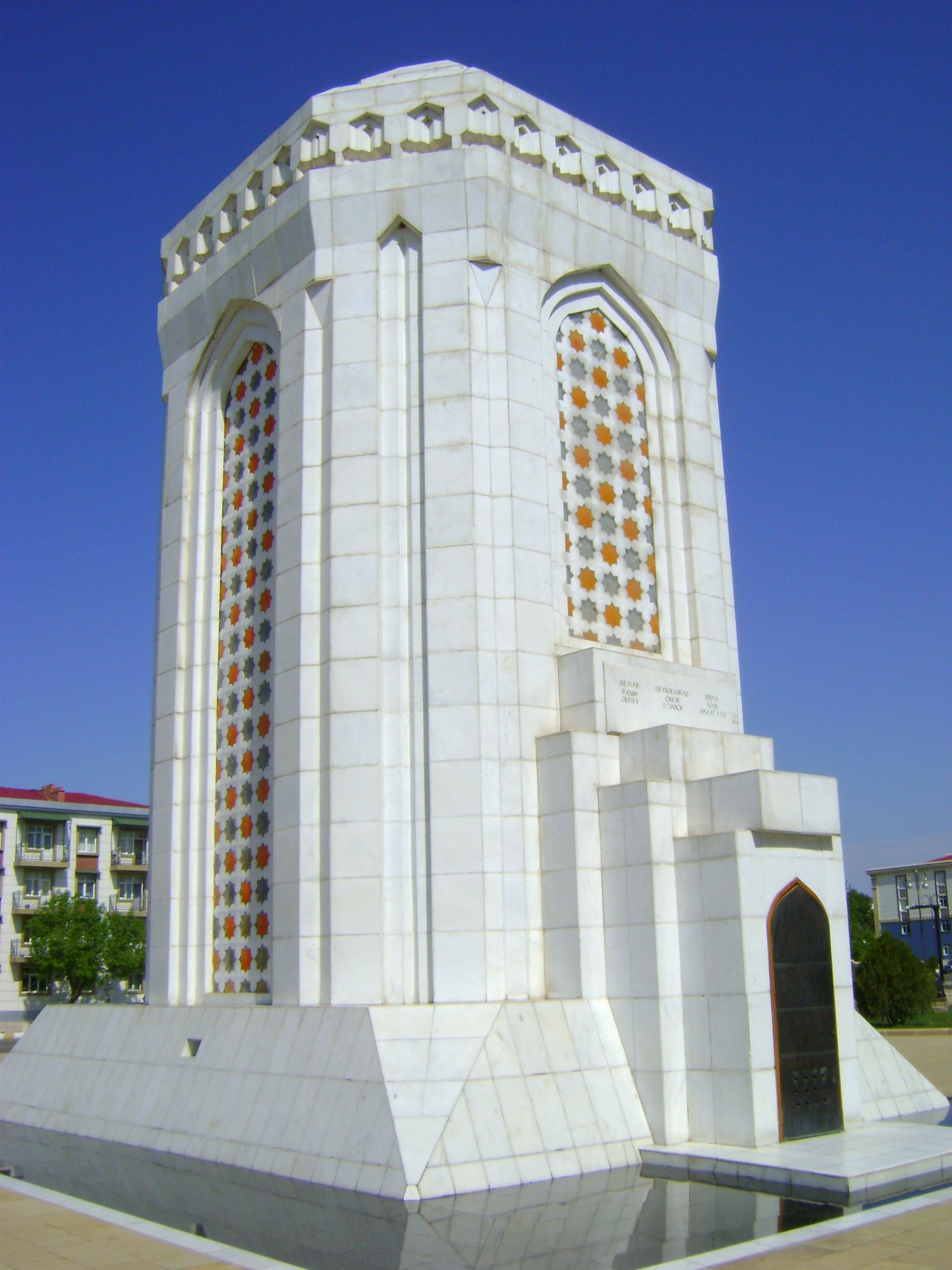
Hüseyn Cavids Grabmal in der Stadt Nachitschewan
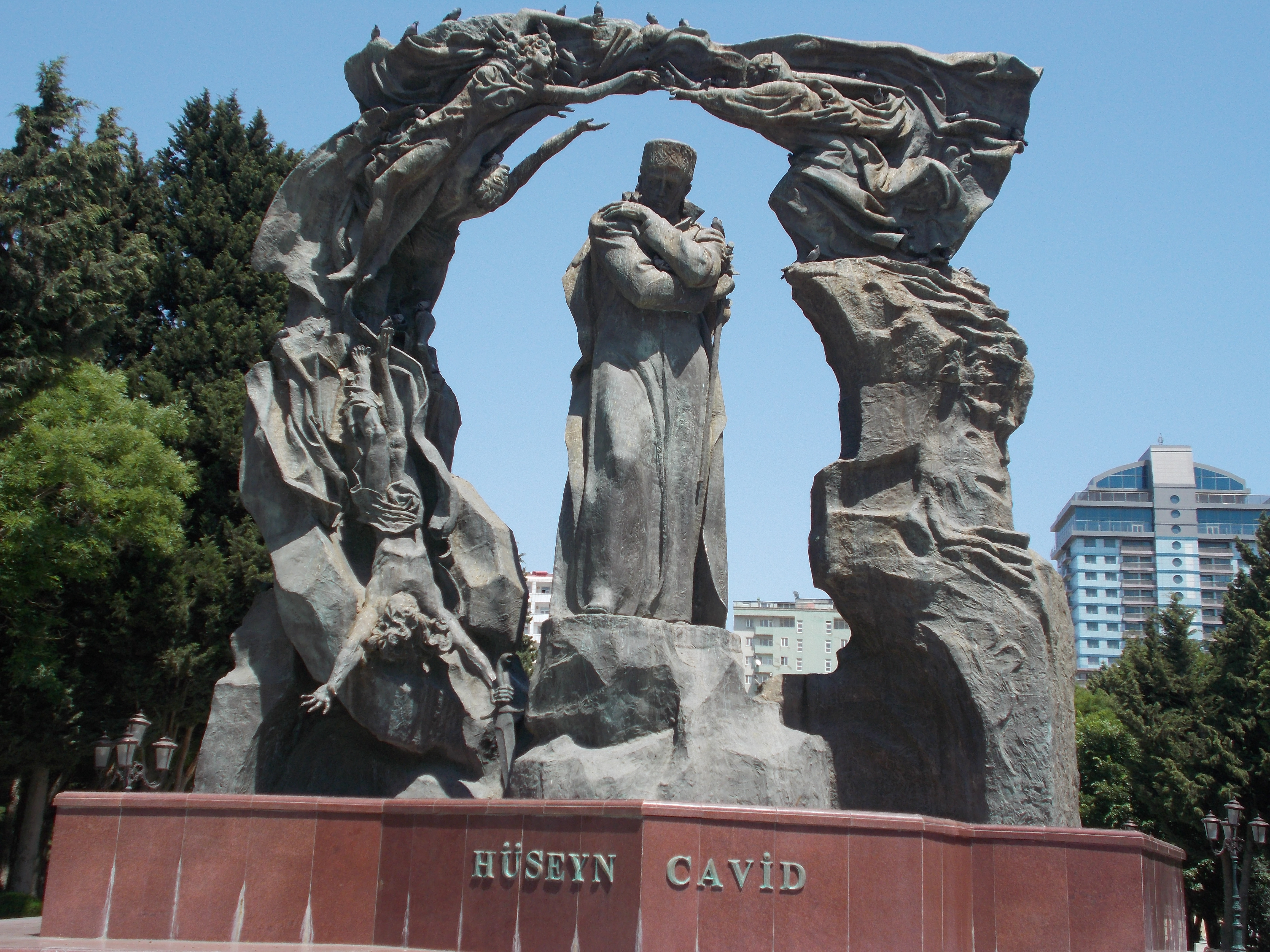
Statue von Cavid in Baku (1996) – vom Bildhauer: Ömər Eldarov

## Nachkommen
1918 heiratete Cavid die Tochter von Mullah Hüseyn, Mişkinaz. Sie war die erste Leserin seiner Gedichte und half auch, nachdem Cavid verhaftet wurde, beim Kopieren der Seiten seines Werkes İblisin intiqamı (Satans Rache), dessen große Teile ohne ihr Zutun verloren gegangen wären.
Aus seiner Ehe mit Mişkinaz gingen zwei Kinder hervor. Der Sohn, geboren als Ərtoğrul Cavid am 22. Oktober 1919 in Baku und verstorben am 14. November 1943 in Nakhtschewan und die Tochter, geboren als Turan Cavid am 2. Oktober 1923 in Baku und verstorben am 12. September 2004.